# Joue avec Jess
Joue avec Jess (Guess with Jess) est une série télévisée d'animation britannique–canadienne de 53 épisodes de 10 minutes produits par Nelvana, Classic Media, Entertainment Rights et BBC Television et diffusée entre le 9 novembre 2009 et le 18 mai 2013 sur CBeebies et à partir du 15 décembre 2009 sur Treehouse TV,.
Au Québec, elle a été diffusée à partir du 5 juin au 5 septembre 2010 sur Télé-Québec et rediffusée sur TFO.

## Synopsis
Joue avec Jess est une série pour les enfants de deux à cinq ans. La petite vedette qui donne son nom au dessin animé est un mignon petit chat curieux de tout. Grâce à lui, les jeunes téléspectateurs trouvent des réponses à des tas de questions à caractère scientifique, et des mystères de la nature leur sont révélés avec simplicité. Un petit monde verdoyant et follement amusant qui est vite devenu le rendez-vous des tout-petits.

## Voix québécoises
- Geneviève Désilets : Julie
- Manon Arsenault : Myrtille
- Philippe Martin : Horace
- Véronique Marchand : Jess
- Ariane-Li Simard-Côté: Mimi
- Kevin Houle : Baa

 Source et légende : version québécoise (VQ) sur Doublage.qc.ca